# Missignac
Pour les articles homonymes, voir Saint-Gilles.
Missignac, ou Saint-Gilles-de-Missignac ou Saint-Gilles-le-Vieux, est un village disparu du Moyen Âge, situé sur le territoire de la commune actuelle d'Aimargues, dans le département du Gard en région Occitanie, dans la région naturelle de la Petite Camargue.
Ce village, qui se développe à partir du Ve siècle et qui est abandonné au début du XIIIe siècle, a été étudié grâce à des fouilles archéologiques préventives menées par l'INRAP lors de la construction de la ligne à grande vitesse du contournement ferroviaire de Nîmes et de Montpellier. Ces fouilles permettent de décrire l'installation d'un habitat rural installé en bordure d'une villa romaine, avant son développement aux IXe et Xe siècles. Il devient aux XIe et XIIe siècles un village groupé autour d'une église. Il est ensuite abandonné, au plus tard au début du XIIIe siècle, au profit d'Aimargues.

## Site
Le site historique de Missignac est aussi appelé Saint-Gilles-de-Missignac puis, à partir de son abandon, Saint-Gilles-le-Vieux. Situé sur le territoire de la commune actuelle d'Aimargues, il était un important carrefour sur la route de Lunel à Beaucaire, croisant une route qui va vers le littoral,.

Plan de situation de Missignac.

Après des prospections menées en 1993, une partie du site de Missignac fait l'objet, dans le cadre du projet de la ligne à grande vitesse du contournement ferroviaire de Nîmes et de Montpellier d'une première fouille d’archéologie préventive en 1995-1996, sur la future emprise de la voie ferrée, en bordure du site archéologique, sur 7 000 m2,. 
Ensuite, une seconde fouille archéologique de plus grande ampleur, sur un peu plus de 1,5 ha, est menée en 2012-2013. Elle révèle le centre d'un village médiéval, pour plus de la moitié. Les données récoltées concernent 80 maisons, 450 silos, 850 sépultures, 24 000 fragments d’objets et permettent de retracer l'évolution du site depuis l'Antiquité jusqu'à son abandon au début du XIIIe siècle. En 2015, une autre fouille est menée, qui met au jour plus trois cents faits archéologiques : plus de deux cents fosses et fossés, une vingtaine de trous de poteau, des soubassements en pierre, des structures de combustion et un puits.

## Histoire

### Une première agglomération au haut Moyen Âge
Les fouilles montrent de grands champs datant de l'époque de la Gaule romaine, sur un site qui se trouvait donc en bordure d'une villa romaine. À partir du Ve siècle, un habitat rural composé de plusieurs maisons, dont on a retrouvé les aménagements profonds (puits, caves, silos) s'y installe, groupé mais pas aggloméré. Les habitants du Ve siècle semblent plus aisés que ceux qui leur succèdent, avec une vaisselle plus variée qu'au siècle suivant. Il semble qu'il y ait eu une crise économique et démographique à partir du VIe siècle jusqu'au IXe siècle.
À partir du IXe siècle, cet habitat se développe doucement. On voit apparaître plus de bâtiments, un four, des sépultures. Se forme alors une petite agglomération agricole lâche. Chaque manse semble organisée de manière autonome, avec ses bâtiments, cours, jardins et sépultures. Missignac est alors installé sur un espace assez grand, de 1,5 à 2 ha, avec des bâtiments espacés. 

### Expansion duXeauXIesiècle
La villa Missignaco est citée dans les textes pour la première fois en 1007, puis en 1016. Ces mentions attestent de l'existence d’un habitat qui exerce un contrôle sur la campagne environnante. En effet, le village de Missignac se développe et se densifie à l'est de la route du littoral, tandis que la partie ouest se spécialise dans l'ensilage. Dans la seconde moitié du Xe siècle, une église est construite à une vingtaine de mètres à l'est de la route du littoral et au sud de la route de Lunel à Beaucaire, sur un emplacement qui était auparavant un lieu d'ensilage. Elle est petite, environ 14 m de long sur 8 m de large, avec une nef unique et un chevet plat. La surface interne est d'environ 35 m2. Une cloche est fondue dans un four aménagé à cet effet dans la nef, sans doute pendant la construction de l'église, qui est donc probablement surmontée d'un clocher. 

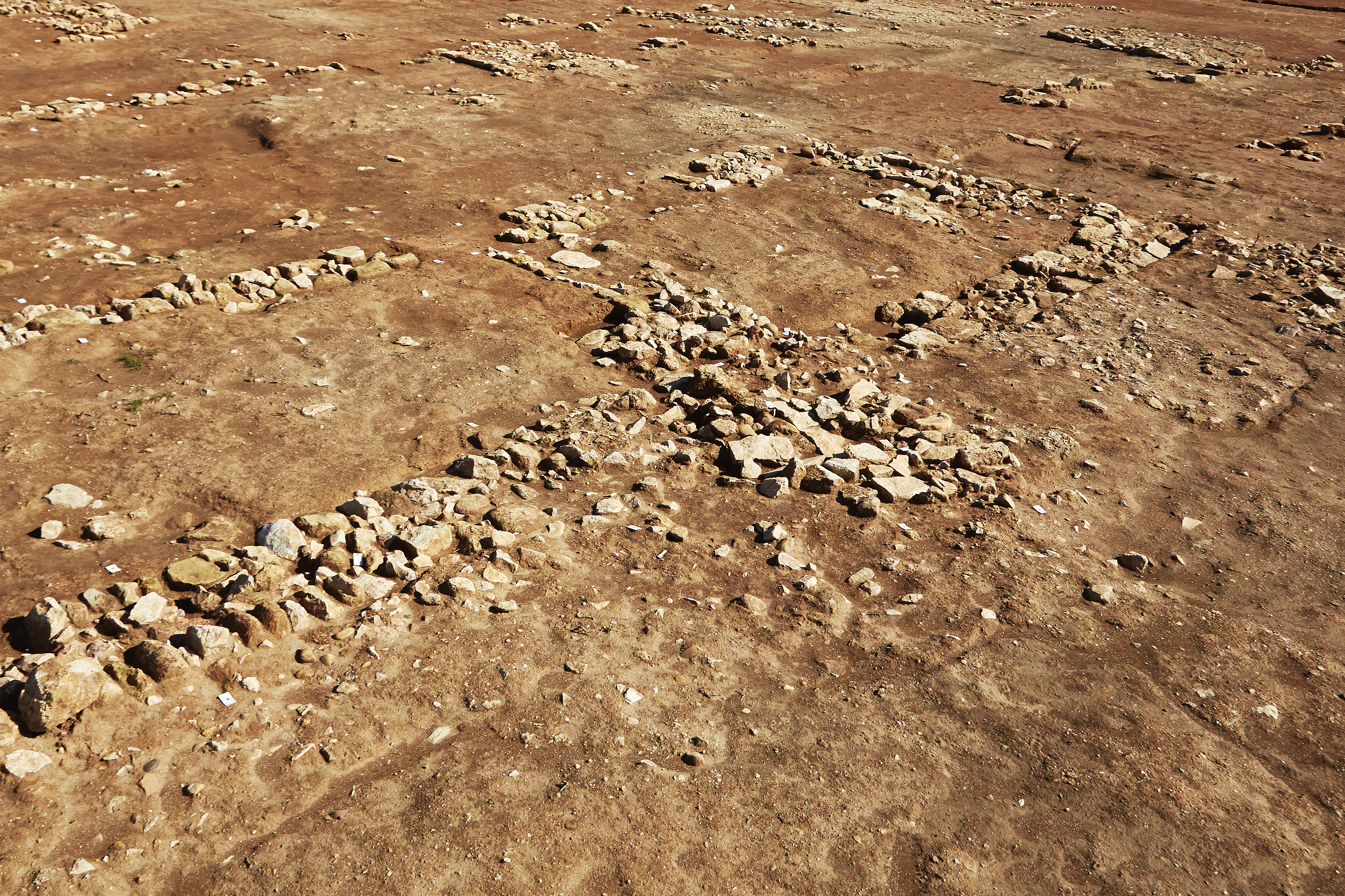
Vestiges de l'habitat de Missignac (Yannick Brossard, Inrap, 2012).

Après la construction de l'église, les maisons se concentrent autour, surtout au nord-est, entre l'église et le carrefour routier. On y distingue des rues secondaires, perpendiculaires à la route de Lunel à Beaucaire. L'habitat est moins dense au sud-est de l'église. Au XIe siècle, le village devient plus dense. Les espaces ouverts se réduisent et les bâtiments se multiplient. C'est un exemple de ce que les archéologues appellent une villa « carolingienne » ou « du Haut Moyen Âge ». Ces villae de plaine sont relativement nombreuses dans le Languedoc oriental, mais mal connues parce qu'elles ont laissé peu de traces archéologiques.
Ce regroupement de l'habitat, qui commence au IXe siècle, est peut-être dû à la croissance démographique ou à une nouvelle organisation sociale plus communautaire, autour du moulin et des fours. La construction de l'église n'en est pas la cause, mais plutôt le résultat.

### Le village auxXIeetXIIesiècles
Missignac atteint sa plus grande extension au XIIe siècle, devenant un petit bourg aux îlots serrés avec des rues et des places publiques, sur une superficie d'environ 0,5 ha. 

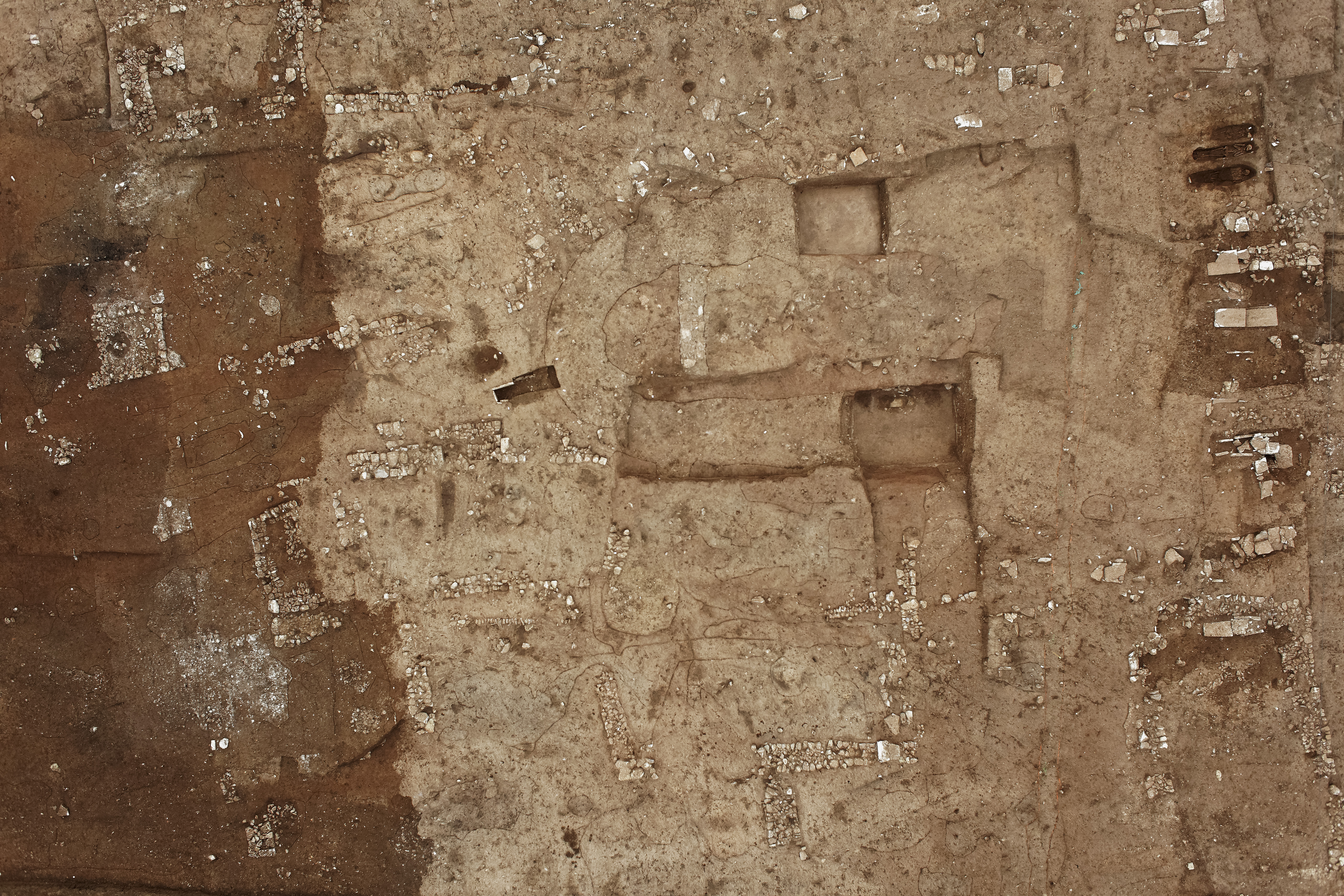
Vue zénithale de l'église et du cimetière de Missignac, (Jean-Marc Lacroix, Inrap, 2012).

L'église est alors reconstruite et les tombes sont regroupées dans un cimetière, au pied de cette nouvelle église. Cette dernière est entourée, au-delà d'une rue périphérique, par des maisons sur trois côtés. La nouvelle église est reconstruite à l'emplacement de l'ancienne, mais avec une nef plus grande : l'ensemble mesure 20 m de longueur pour 9,50 m de largeur. Compte tenu de l'épaisseur des murs, qui atteignent sans doute une dizaine de mètres de haut, l'espace intérieur peut être estimé à environ 50 m2. L'agrandissement de la nef montre la croissance de la population. Comme la précédente, cette église est probablement munie d'un clocher, puisqu'une nouvelle cloche est fondue. Cette église est citée pour la première fois en 1208 : elle fait alors partie des possessions de l'abbaye Saint-Gilles dont elle porte le vocable. On ne sait pas quand a eu lieu l'intégration au patrimoine de cette abbaye. 

Le village de Missignac aux

Les autres bâtiments sont de plan simple, rectangulaire, avec deux ou trois pièces en enfilade. Leurs fonctions ne sont pas toujours facile à distinguer, entre espaces d'habitation et dépendances. Le foyer est installé à l'intérieur ou dans la cour. Les fours ne sont pas individuels mais communautaires. Les silos enterrés sont fréquents. Les murs sont souvent en terre à laquelle on ajoute des gravillons, en pisé ou en torchis, avec une base en pierre. À la différence des bourgs castraux, Missignac n'a pas d'enceinte.

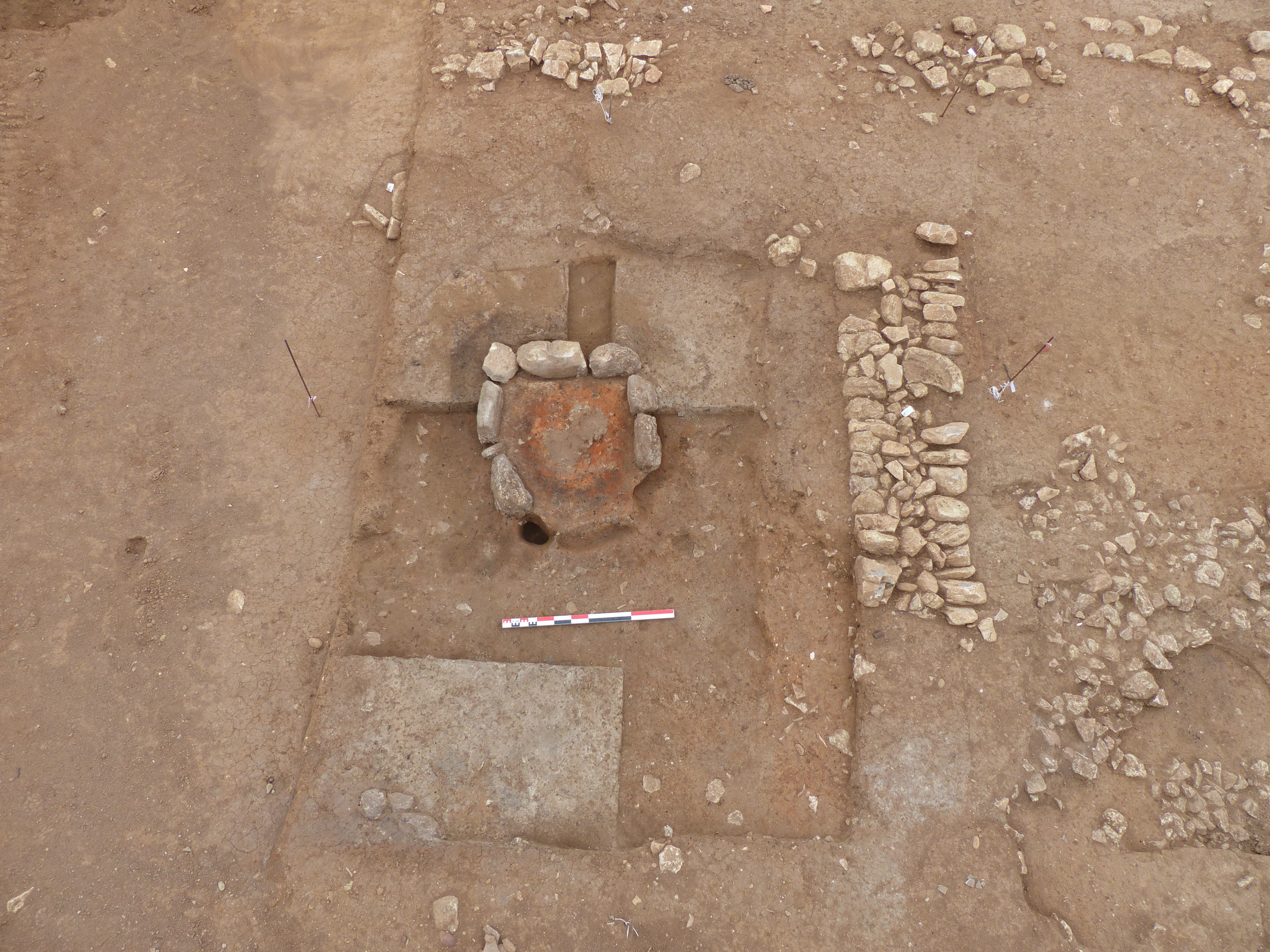
Vue verticale d'un four à pain de Missignac (Jérôme Hernandez, Inrap, 2012).

Aux XIe et XIIe siècles, parce que l'espace vient à manquer au centre du village, se développe au sud-ouest du carrefour routier un quartier de stockage des récoltes, constitué d'une grande aire d'au moins 876 silos enterrés observés et qui semble largement déborder de l'emprise des fouilles. Il pourrait y avoir près de quatre mille silos. Ce sont de petites fosses de stockage des récoltes à l'abri de l'air et pour les protéger des nuisibles. Ils sont profonds de 0,60 m à 1,20 m. On y a collecté environ 7 500 fragments de céramique. Sans qu'ils puissent avancer de datation précise, les archéologues repèrent trois organisations successives des ensembles de silos : d'abord des cercles de 15 à 20 m de diamètre, ensuite des fossés en longues rangées obliques puis des îlots de stockage encadrés par des chemins. 

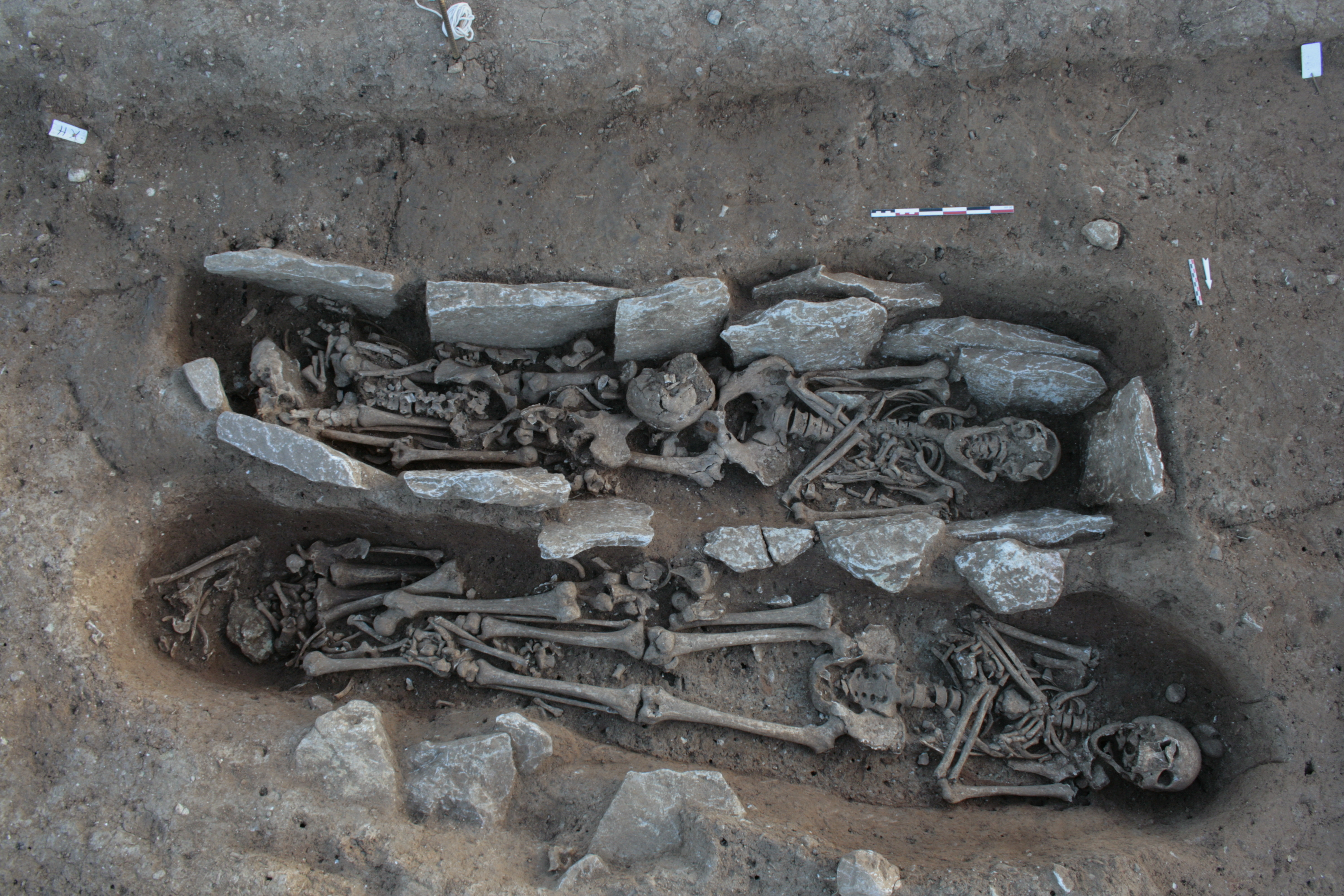
Deux tombes du cimetière de Missignac (Jérôme Hernandez, Inrap, 2012).

Les silos sont habituellement utilisés pour stocker les céréales, les légumineuses et les légumes-racines comme les raves, les panais ou carottes. À Missignac, les analyses carpologiques montrent que les habitants cultivent du blé nu, de l'orge vêtue , des lentilles et de la vigne ainsi que, probablement de l'avoine, des fèves, des pois chiches et des oliviers. Ils se chauffent et cuisinent en brûlant du chêne vert et du pin. Comme ailleurs, ils élèvent des bovidés, des équidés, des caprinés (moutons ou chèvres) et des porcs, ainsi que de la volaille, dont des poules, des oies et des pigeons. ils pratiquent aussi la chasse. Parmi les céramiques trouvées lors de la fouille de 1995-1996, les plus nombreuses datent des XIe et XIIe siècles. Au Xe siècle et au début du XIe siècle, les céramiques à pate grise tendre contenant du mica dominent, avant que les céramiques kaoliniques deviennent prédominantes au XIIe siècle.
Les archéologues ont pu étudier l'ensemble du cimetière, ce qui est rare. Les quelque 850 tombes qui ont été fouillées sont pour presque la moitié d'entre elles de simples fosses couvertes de pierre. Les autres ont des coffrages en pierre ou en bois. Les morts sont le plus souvent enterrés sans objet, conformément aux prescriptions religieuses. Les âges au décès sont normalement variés, si ce n'est un déficit concernant les nourrissons, pourtant nombreux à décéder en bas âge à cette époque. Peut-être y avait-il un autre espace funéraire qui leur était réservé et qui n'a pas été fouillé. Une autre anomalie, inexpliquée, est la surreprésentation des hommes, deux fois plus nombreux que les femmes. De nombreuses personnes ont été victimes de diverses maladies et leurs squelettes portent aussi les traces d'un travail épuisant, comme ailleurs à cette époque.

### Déclin et disparition dans la seconde moitié duXIIesiècle
Au cours du XIIe siècle, Missignac commence à décliner et l'on voit des quartiers entiers se vider progressivement. En même temps, Aimargues est en train de se développer et attire les populations environnantes. Si le cimetière de Missignac semble être utilisé jusqu'au début du XIIIe siècle, les maisons sont peut-être déjà abandonnées. En tous cas, le village est déserté avant 1220, alors que se répand un type de céramique absent à Missignac. La population a dû partir vers les trois villae qui entourent Missignac et qui, en se fortifiant, deviennent des castra : Gallargues, Aimargues et Aigues-Vives. En effet, leurs finages actuels se rejoignent tous trois à quelques mètres de l'ancienne église de Missignac. Il semble donc que le finage de Saint-Gilles-le-Vieux a été partagé entre ces trois paroisses voisines. 
En 1202, Missignac est pour la première fois qualifié de vieux dans un texte. Après 1208, le toponyme lui-même disparaît des textes et seule est nommée l'église, appelée Saint-Gilles-le-Vieux,,. Ce passage à un hagiotoponyme traduit une évolution majeure : le site prend le nom de l'église à cause du déclin de l'habitat,. Cette église, devenu un prieuré, subsiste jusqu'au XVIIe siècle à l'état de vestiges, avant sa disparition complète,. Sur le cadastre napoléonien, au début du XIXe siècle, on ne trouve plus que le nom d'un chemin et d'un pont, sous la forme Saint-Gilles-Vieux. Ce nom a depuis disparu et le site est actuellement appelé Madame.